# Großes Fürstenwalder Stadtluch
Das Große Fürstenwalder Stadtluch ist ein Naturschutzgebiet im Landkreis Oder-Spree in Brandenburg. Es befindet sich südwestlich von Braunsdorf und umfasst rund 88 ha.
Es wurde bereits 1934 als botanisches Reservat unter Schutz gestellt. Der Rat des Bezirks Frankfurt (Oder) bestätigte den Schutzstatus am 14. Juli 1956. Der Bezirkstag Frankfurt/Oder richtete mit Beschluss vom 14. März 1990 das Naturschutzgebiet „Großes Fürstenwalder Stadtluch“ ein und vergrößerte das Schutzgebiet dabei. Der Beschluss trat am 16. Mai 1990 in Kraft.
Das FFH-Gebiet „Großes Fürstenwalder Stadtluch“ ist mit dem gleichnamigen Naturschutzgebiet in großen Teilen deckungsgleich. Naturschutzgebiet und FFH-Gebiet sind Bestandteile des größeren Landschaftsschutzgebiets „Müggelspree-Löcknitzer Wald- und Seengebiet“.

## Arten
Das durch Moore geprägte Große Fürstenwalder Stadtluch beherbergt zahlreiche gefährdete Vogelarten wie Reiher, Störche oder Bekassinen und ist ein Refugium für zahlreiche Orchideen- und geschützte Pflanzenarten wie etwa den Königsfarn, Lungenenzian oder den Langblättrigen Sonnentau. Außerdem sind Biber und Fischotter vorhanden.